# Viña Botalcura
Viña Botalcura (piedra grande en mapudungun), es una empresa chilena dedicada al cultivo de viñas y a la producción, comercialización y exportación de vino. Fue fundada en el año 2000, por dos socios, el empresario Juan Fernando Waidele y el enólogo francés Philippe Debrus, en la localidad de Botalcura, comuna de Pencahue, valle del Maule. En 2015 la viña reportó una producción y ventas por 200.000 cajones de vino (1,3–1,8 millones de litros). En 2010 la viña exportaba a 35 países, siendo sus principales destinos Asia, Europa y América del Norte.

## Historia
En el año 2000 la sociedad conformada por el empresario chileno Juan Waidele y el enólogo francés Phillipe Debrus crearon el viñedo Botalcura, para la producción de vinos. Lanzaron sus primeros mostos en 2002, enfocándose en la exportación. Algunos de sus vinos han obtenido más de 90 puntos en concursos especializados, principalmente de sus marcas Cayao, La Porfía, y Nebbiolo.
En 2008 la gerencia de la viña pasó a Rodrigo Valenzuela. Para 2010 declaraban la venta de 85.000 cajones de vino, que fueron comercializados en 35 países. Para el año 2015 la viña sumaba 200.000 cajones de vino vendidos (1,3–1,8 millones de litros), de los cuales 170.000 se comercializaban bajo la marca Corinto, y los restantes 30.000 bajo el sello Botalcura. También por esta época se crearon las líneas Tempranillo y Asesinos, dedicados a personajes de la historia chilena como La Quintrala, Émile Dubois y El Chacal de Nahueltoro.
Durante el 2016 la viña sufrió una gran crisis derivada de las sequías de la región y el valor del dólar, llegando incluso a pedirse un proceso de quiebra. En 2017 lograron un convenio para distribuir en el mercado interno la línea de vinos Asesinos, logrando llamar la atención del mercado y la prensa, ya que generalmente los vinos en Chile llevaban hasta entonces nombres de santos o grandes personajes.